# Ильясов, Барый Галеевич
Ильясов Барый Галеевич  (13 июня 1939, Бурибай, Башкирская АССР — 18 февраля 2025) — советский инженер-электромеханик, член-корреспондент АН РБ (2006), доктор технических наук (1983), профессор (1985), заслуженный деятель науки и техники РФ (1994) и заслуженный деятель науки и техники Башкирской АССР (1990), почётный работник высшего профессионального образования РФ (2007), изобретатель СССР (1985), заслуженный изобретатель БАССР (1980).

## Биография
Ильясов Барый Галеевич родился 13 июня 1939 года в посёлке Бурибай Хайбуллинского района Башкирской АССР.
В 1962 году окончил Московский авиационный институт. После окончания института работал в уфимском машиностроительном КБ «Союз» (1962—1967). С 1967 по 1971 год учился в аспирантуре.
С 1971 года преподавал в Уфимском государственном авиационном институте: заведующий кафедрой (с 1980 г.), одновременно c 1988 года — декан факультета, проректор по научной работе (1989—1991). С 1992 года — заведующий лабораторией Института механики УНЦ РАН.
Научные работы посвящены системному анализу, теории автоматического управления сложными динамическими объектами (авиационными двигателями, энергоустановками, производственными, социально-эколого-экономическими объектами).
Им были разработаны алгоритмы и иерархические модели процессов управления сложными техническими объектами в критических ситуациях; новые математические модели и алгоритмы систем интеллектуального управления многопродуктовым производством как динамическим объектом «ресурсы-продукция», а также модель функционирования производственной системы в конкурентных условиях рынка сбыта и алгоритмы принятия эффективных управленческих решений в неопределенных рыночных ситуациях.
Одной из главных задач считал поиск способа сжатия информации путем подстановки адреса совпадающих последовательностей цифр в числе Пи.
Подготовил 16 докторов и 51 кандидатов наук. Являлся председателем докторских советов (1991—2014).
Умер 18 февраля 2025 года в возрасте 85 лет.

## Труды
Сoавтор около 570 публикаций, включая 28 монографий, 132 авторские свидетельства СССР и 3 патента России.
- Проектирование систем автоматического управления ГТД. Нормальные и нештатные режимы. — М.: Машиностроение, 1981;
- Управление гибким автоматизированным производством. — Уфа: Башкнигоиздат, 1988;
- Оптимизация многомерных систем автоматического управления ГТД ЛА. — М.:
- Машиностроение, 1989; Адаптивные системы автоматического управления ГТД ЛА. — М.: МАИ, 1994.
- Проблемы управления сложными динамическими объектами в критических ситуациях на основе знаний. М.: Машиностроение, 2003 (соавтор).
- Advanced multivariable control systems of aeroengines (Современные многосвязные системы управления авиационными двигателями). China: BHAA Publish House, Beijing, 2005 (соавтор).
- Интеллектуальные системы управления и контроля газотурбинных двигателей / Под ред. академика С. Н. Васильева М.: Машиностроение, 2008 (соавтор).

## Награды и звания
- Заслуженный изобретатель Башкирской АССР (1980)[3].
- Заслуженный деятель науки и техники Башкирской АССР (1990).
- Заслуженный деятель науки и техники Российской Федерации (15 июня 1994) — за заслуги в научной деятельности
- За внедрение изобретения созданного после 20 августа 1973 года вручён знак «Изобретатель СССР».
- Медали Федерации космонавтики России: академика С. П. Королева (1991), Ю. А. Гагарина (1995).
- Лауреат премии АН РБ имени Р. Р. Мавлютова (2005),